# Tigermilk
Tigermilk és l'àlbum de debut, el 1996, de la banda de pop Belle & Sebastian. Gravat com al treball de fi de curs d'un curs de producció musical i havent-se editat (1,000 còpies) a través del segell Electric Honey, l'àlbum va ser reeditat el 1999 pel segell Jeepster Records.

## Cançons
Totes les cançons escrites per Stuart Murdoch
1. "The State I Am In" - 4:57
2. "Expectations" - 3:34
3. "She's Losing It" - 2:22
4. "You're Just A Baby" - 3:41
5. "Electronic Renaissance" - 4:50
6. "I Could Be Dreaming" - 5:56
7. "We Rule The School" - 3:27
8. "My Wandering Days Are Over" - 5:25
9. "I Don't Love Anyone" - 3:56
10. "Mary Jo" - 3:29

## Formació en el moment de la gravació
- Stuart Murdoch - Veus, Guitarra
- Stuart David - Baix
- Isobel Campbell - Violoncel
- Chris Geddes - Teclats, piano
- Richard Colburn - Bateria
- Stevie Jackson - Guitarra
- Mick Cooke - Trompeta